# Gonçalo Pereira de Riba Vizela
Gonçalo Pereira, «O das Armas de Riba Ave de Vizela foi senhor de Lamegal, de Colmeal, de Canaveses, da honra e couto de Vizela, das terras de Paços e Foreira, das honras Louredo, Galego, Couto de Tuias, honra de Gontingem, Paços de Quielo, Vilaboa de São Simão, Fontelas e alcaide de Melgaço..
Participou na Conquista de Ceuta.
Após a morte do rei D. Duarte I de Portugal toma parte nas cortes de Torres Novas de 1438.
Partidário de Leonor de Aragão, Rainha de Portugal, viúva de D. Duarte e mãe do futuro rei D. Afonso V, recusou participar nas Cortes de Lisboa de 1439.
Nas cortes de Torres Vedras de 1441 foram formuladas acusações contra ele por parte do concelho de Pinhel.
Apresenta-se como um dos fiéis a D. Fernando I, Duque de Bragança, de que foi procurador e portador duma carta de 5 de janeiro de 1446 para ser lida nas cortes.

## Dados genealógicos
Filho de João Rodrigues Pereira, senhor de Paiva e de Maria da Silva, filha de Rui Mendes de Vasconcelos, senhor de Figueiró e Pedrógão e de Constança Álvares.
Casado, 1ª vez, com D. Mécia ou D. Maria Miranda, senhora do senhorio dos Lagares d´El-Rei, filha de Martinho Afonso Pires da Charneca, bispo de Coimbra.
Filhos:
- João Rodrigues Pereira, senhor de Cabeceiras de Basto, que sucedeu na Casa e Senhorios de seu pai,[4] casado com D. Leonor de Castro, filha de D. Henrique de Castro e D. Isabel da Cunha. Com filhos e netos mas sem geração legítima.[9]
- Rui Vaz Pereira, senhor dos Lagares d´El-rei, casado com D. Beatriz de Noronha filha do do conde de Gijón e Noronha.[10]
- Isabel ou Maria Pereira primeira mulher de Fernão Pereira, senhor de Santa Maria Feira.[11]
- Leonor Pereira que casada com Rui Pereira, conde da Feira.[11]
- Vasco Pereira, protonotário do Papa e do Conselho do Rei[12].

Casou, 2ª vez, com D. Brites de Vasconcelos filha do mestre da Ordem de Santiago Mem Rodrigues de Vasconcelos capitão da Ala dos Namorados na Batalha de Aljubarrota.
Teve:
- Martim Mendes de Berredo casada com D. Mécia Pereira, fundadora do Mosteiro de Jesus de Aveiro,[13] filha de Fernão Pereira e Isabel de Albuquerque.Sem geração.[14]